# Shandgolictis
Shandgolictis — вимерлий рід котовидих ссавців. Скам'янілості знайдено в таких країнах: Монголія. Описано такі види: Shandgolictis constans.